# Sistema de abonado digital No. 1
El sistema de señalización digital de abonado No. 1(DSS1) es un protocolo de señalización digital (protocolo de canal D) utilizado para la ISDN. Está definido por la ITU-T I.411 (ETS 300102). Admite capacidad de portador, compatibilidad de bajo nivel y compatibilidad de alto nivel, ANI, DNIS y señalización de números redirigidos en ambas direcciones. Un estándar desarrollado por ETSI para Europa se conoce como Euro-ISDN o E-DSS1 o simplemente EDSS1 (europeo DSS1).
Protocolo DSS1/EDSS1, a diferencia, por ejemplo, del protocolo QSIG, diseñado para su uso como acceso a la ISDN pública y asimétrica en el sentido de que  sugiere un enlace con el lado de la red en un extremo (central telefónica) y el usuario (centralita privada, PBX).